# Psoroptes
Genre
Espèce
Synonymes
- Psoroptes cuniculi (Delafond, 1859)
- Psoroptes ovis (Hering, 1838)
- Psoroptes cervinus Ward, 1915
- Psoroptes natalensis Hirst, 1919

Psoroptes est un genre d'acariens, un parasite de mammifères. Il comprend des espèces causant la gale psoroptique et la gale des oreilles du lapin.

## Particularités et mode de vie
Les Psoroptes parasitent de nombreuses espèces de mammifères, dont les équidés et les léporidés, et provoquent des pertes économiques dans les élevages bovins, ovins et caprins.
Leurs pièces buccales ne leur permettent pas de vraiment percer l'épiderme et d'y creuser des galeries. Ils se nourrissent par abrasion, en rongeant le stratum corneum (partie la plus externe de l'épiderme), ainsi que de cellules superficielles et d'exsudats cutanés.

## Gale psoroptique
C'est une gale humide, qui s'accompagne d'un exsudat cutané de couleur jaune citron, et qui entraine un prurit intense obligeant l'animal à se frotter.
Elle est hautement contagieuse par contact direct (les animaux se frottent entre eux) ou indirect par objet interposé. C'est le cas des poteaux des clôtures et les autres points contre lesquels les animaux ont l'habitude de se gratter : l'acarien peut y survivre environ quarante jours, mais n'est plus infestant après deux semaines.
À la suite de l'infestation, la phase asymptomatique dure plusieurs mois, jusqu'à deux ans chez les ovins, le pic du nombre de parasites se situant entre 40 et 50 jours. Comme dans le cas d'autres gales, au premier stade les animaux sont plus nerveux et passent davantage de temps à se frotter et à se gratter.
Chez le mouton, la gale psoroptique s'accompagne d'une perte de la laine.
Tous les porteurs de Psoroptes ne réagissent pas de la même façon, certains pouvant même sembler non affectés. L'état des malades peut se dégrader progressivement avec des prurits, des plaies, pouvant elles-mêmes s'infecter. Si le cheptel n'est pas entièrement et méthodiquement traité, le défaut de soins peut conduire des animaux à la mort ou à un amaigrissement durable dû à la perturbation de leur comportement.
Chez l'homme en contact avec les animaux atteints, la gale psoroptique ne se manifeste que par des démangeaisons de courte durée.

## Taxonomie
On considérait traditionnellement que le genre Psoroptes comportait cinq espèces vivant sur différents hôtes, mais il semble que le degré de spécificité de l'hôte ait été surestimé et le genre a été réduit à une seule espèce, Psoroptes equi.

## Galerie

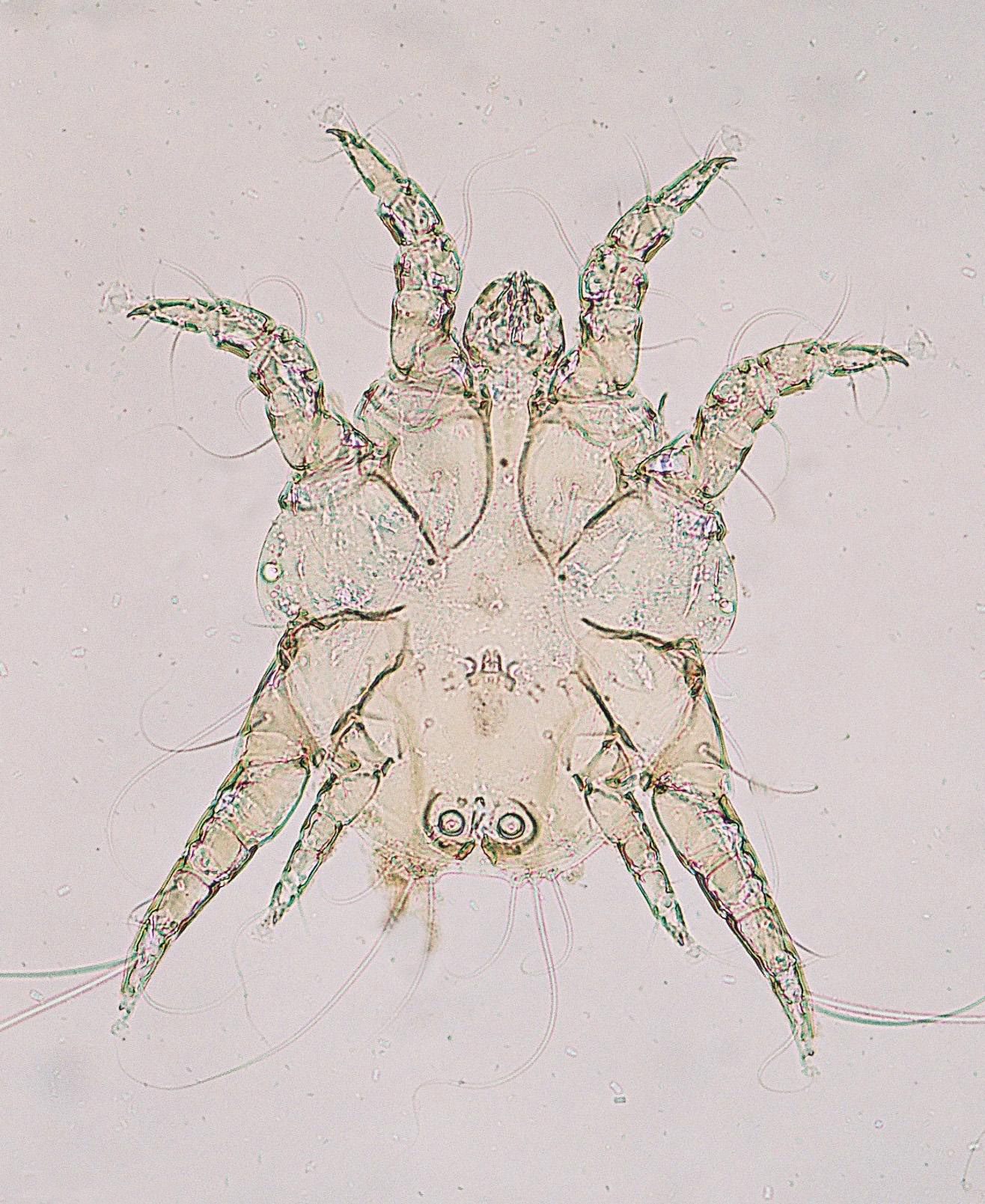
Psoropte de mouton.
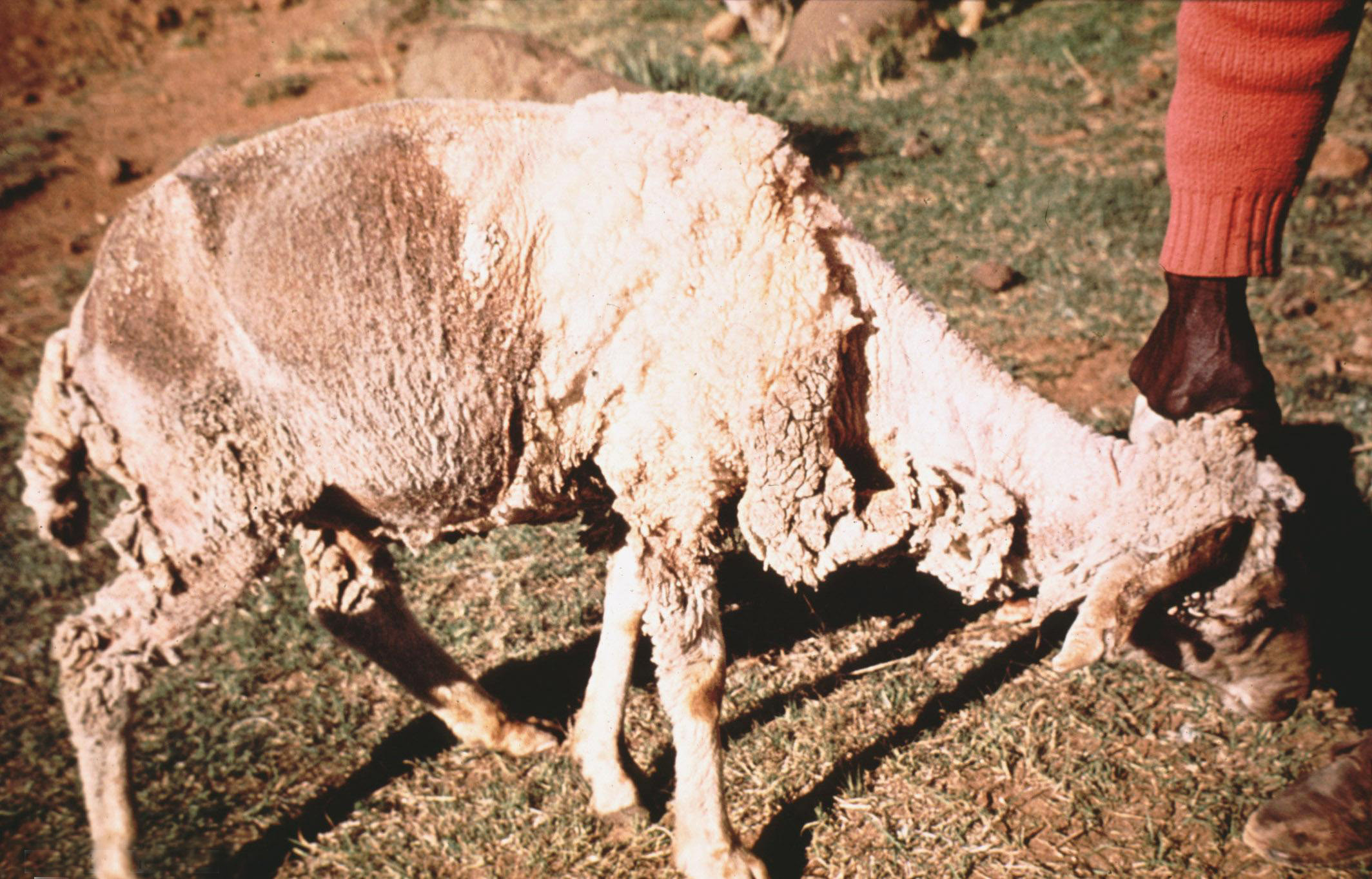
Cas sévère de tavelure de mouton causée par des acariens psoroptes (Afrique australe).
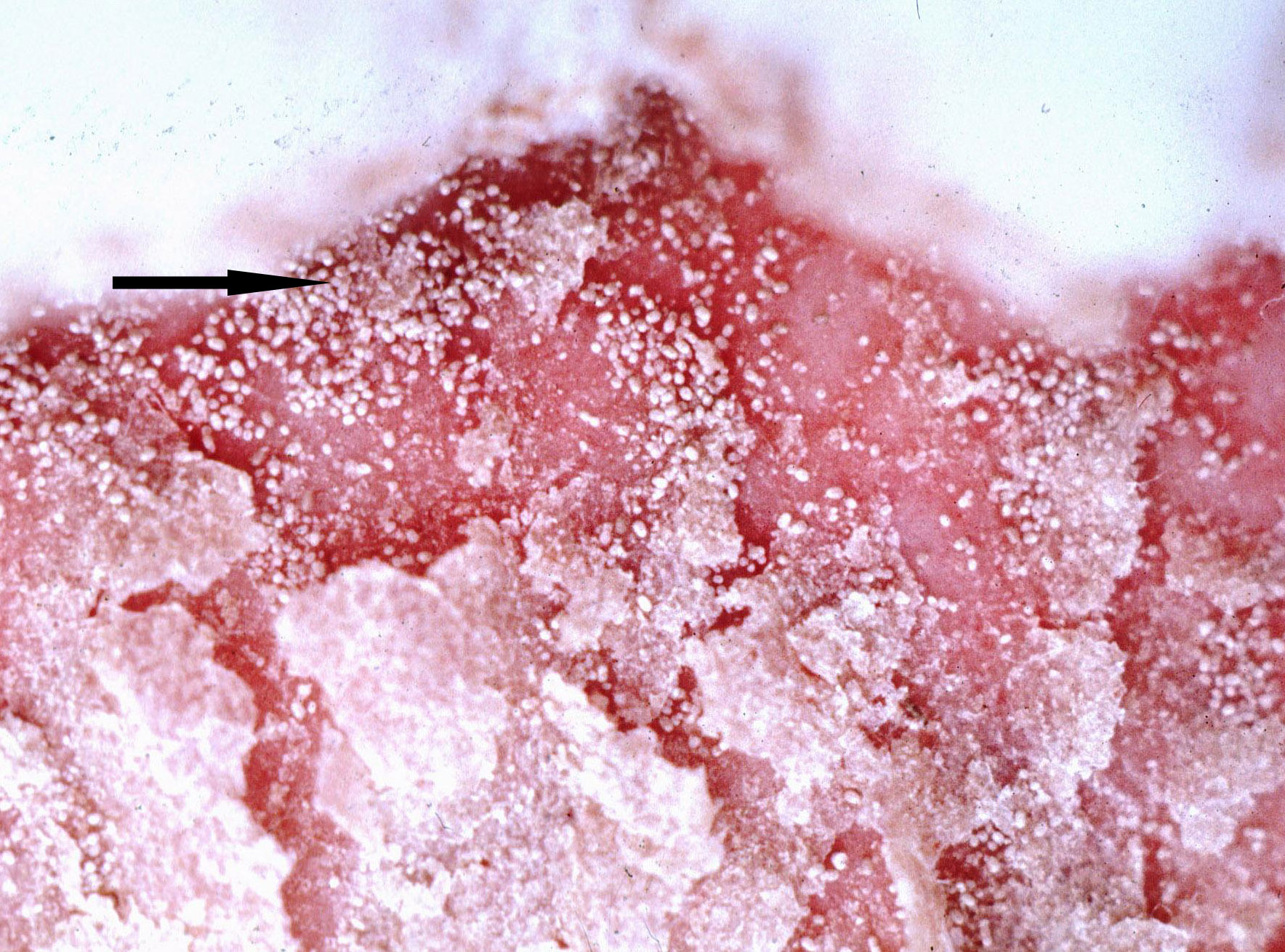
Tavelure de mouton montrant les acariens blancs individuels et la peau enflammée de la zone infestée.
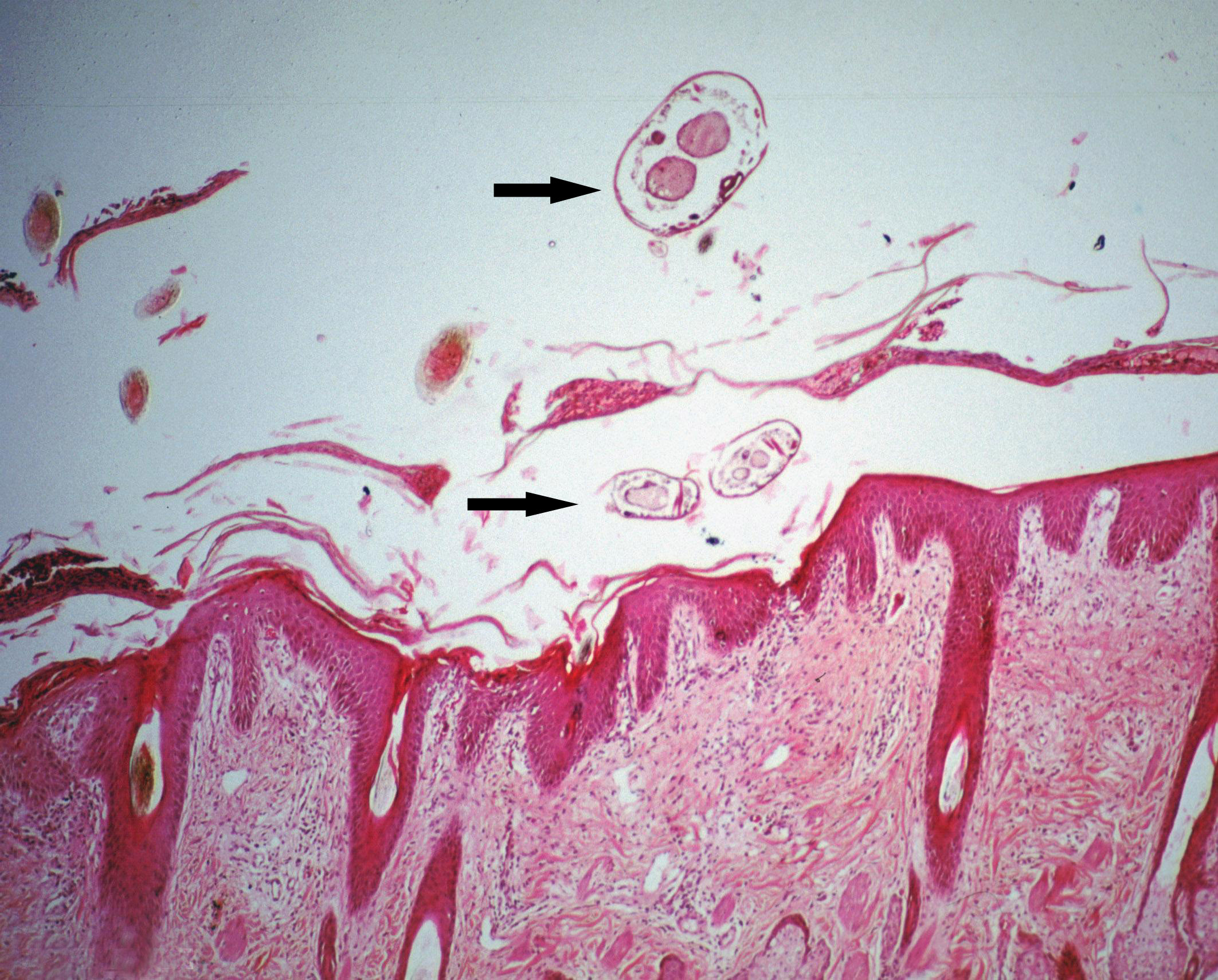
Section de la peau de l’hôte infestée d’acariens psoroptes se nourrissant en position superficielle, au-dessus de l’épiderme.